# Playa de Las Vistas
La playa de Las Vistas es una playa artificial localizada en el sur de Tenerife (Canarias, España). Es una de las playas que conforman la zona turística de Los Cristianos, en el término municipal de Arona.

## Descripción
Es una playa muy frecuentada tanto por residentes como por visitantes. Dispone de servicio de sombrillas, hamacas,  duchas, aseos y socorristas.
Mediante un paseo marítimo se encuentra conectada con las vecinas playas de Los Cristianos y El Camisón y a la zona turística anexa de Playa de Las Américas. En el centro de la playa emerge una isla artificial que actúa a modo de fuente despidiendo agua a su alrededor. También existe la posibilidad de alquilar diferentes servicios de deportes y actividades acuáticas.
Esta playa ha sido galardonada con la Bandera Azul por la Fundación Europea Ambiental (FEEE) durante varios años.